# Kleines Kolleg (Leipzig)

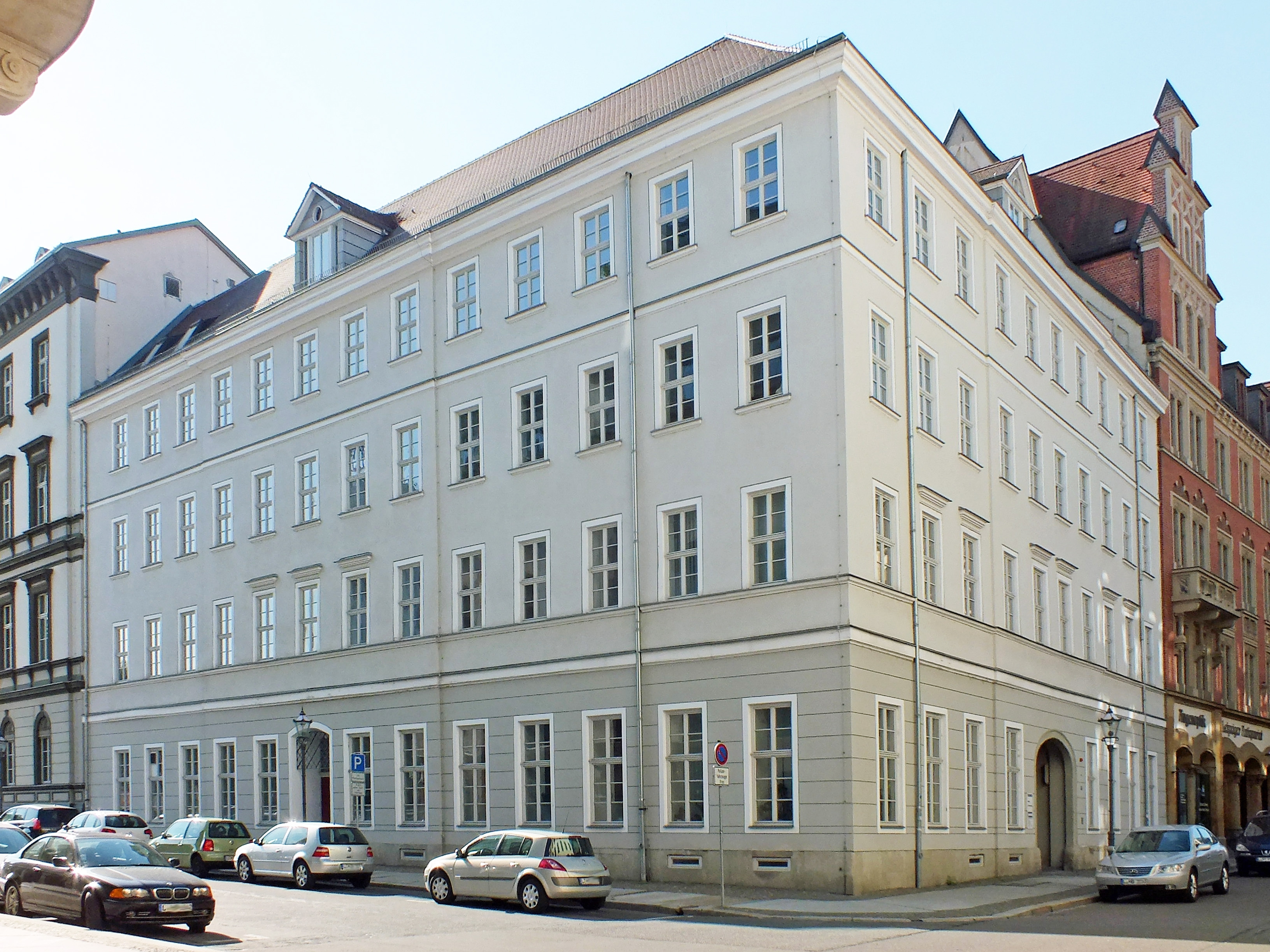
Das Haus Ritterstr. 24,
ehemals Kleines Kolleg (2013)

Das Kleine Kolleg (wegen der Stifter auch Kleines Fürstenkolleg) war neben dem Großen Kolleg eines der beiden Grundstücke mit Gebäuden, die die Landesherren, die Meißner Markgrafen Friedrich und Wilhelm, 1409 der neu gegründeten Universität Leipzig stifteten. Die Bauten wurden für die Lehre genutzt und dienten auch als Unterkunft für die Magister – im Kleinen Kolleg waren es acht – und die Studenten. Auch die Bezüge der Magister gehörten zur Stiftung.
Das Grundstück des Kleinen Kollegs lag an der Schloßgasse  und umfasste auch ein von der Stadt gestiftetes Gebäude an der Petersstraße (siehe auch Juridicum (Leipzig)). Bereits 1456/57 fand ein Gebäudetausch mit der Artistenfakultät statt, und das Kleine Kolleg bezog ein Gebäudeensemble am Eselsplatz (ab 1839 Ritterplatz), dem heutigen Ost-Abzweig der Ritterstraße zur Goethestraße. Es bestand aus Vorderhaus, Hinterhaus und einigen weiteren kleinen Bauten. Das Vorderhaus trug die Bezeichnung „Fuchszagel“ (= Fuchsschwanz). Das ist einer der ältesten überlieferten Hausnamen Leipzigs, der aber durch das Kleine Kolleg außer Gebrauch kam.

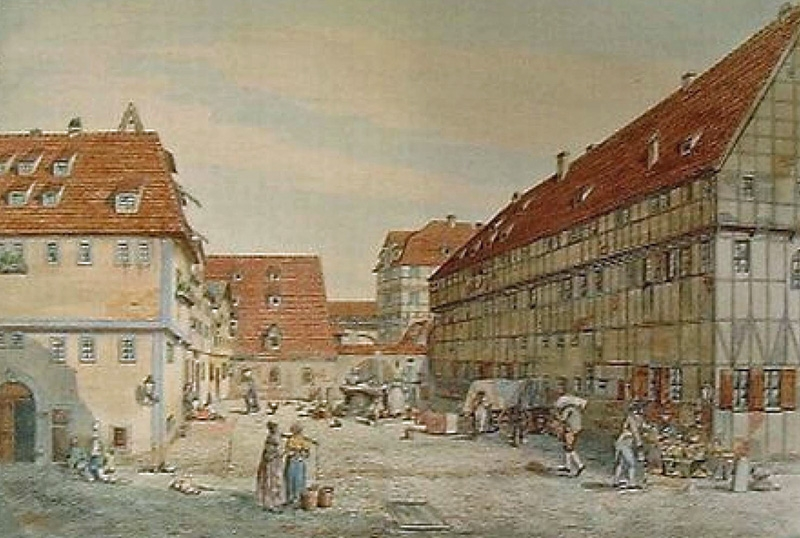
Das alte Kleine Kolleg (rechts) am Eselsplatz um 1800

Das Areal des Kleinen Kollegs auf einem Stadtplan von 1749

Sowohl Vorder- als auch Hinterhaus waren zum Zeitpunkt der Übernahme dreistöckige Fachwerkbauten. Das Vorderhaus mit Satteldach stand mit dem Giebel zur Ritterstraße (vgl. Abb.), das Hinterhaus an der Stadtmauer. Im Kleinen Kolleg befanden sich Wohn- und Studienräume für die Kollegiaten sowie zahlreiche Magister und Studenten. Für die Studenten herrschte Bursenbetrieb. 1484 waren bis zu 300 Bewohner im gesamten Komplex des Kleinen Kollegs nachweisbar. 1602 wurden an beiden Gebäuden umfangreiche Reparaturmaßnahmen durchgeführt.
1817 wurden beide Gebäude abgerissen und neu errichtet. Das zum Park am Schwanenteich gerichtete Hinterhaus diente nun eher universitätsfernen Zwecken. Es enthielt vermietete Wohnungen, eine Schankwirtschaft und im ersten Obergeschoss eine Synagoge. Es wurde 1860 im Zuge der Errichtung des Königlichen Palais (heute: Ritterstraße 26) wieder abgerissen.
Das Vorderhaus wurde als vierstöckiges Gebäude aufgeführt, so wie es in etwa heute noch vorzufinden ist. Ein kleiner östlicher Teil fiel 1860 dem Bau des Königlichen Palais zum Opfer. Vor dem Ersten Weltkrieg gab es Pläne für einen Neubau, der aber kriegs- und anschließend krisenbedingt unterblieb. Auch die Pläne für Dach- und Instandsetzungsarbeiten 1978 blieben unausgeführt. Erst im Zuge der Sanierung aller Bauten des Instituts- und Verwaltungskomplexes Ritterstraße in den Jahren 1994 bis 2003 erfolgte eine umfassende Sanierung des Gebäudes.
Das Haus wurde durchgehend von der Universität genutzt, so zum Beispiel 1912 durch das Volkswirtschaftliche Seminar sowie nach 1945 durch das Musikwissenschaftliche Seminar und das Kunsthistorische Institut. Nach seiner Sanierung dient es ausschließlich Einrichtungen der Universitätsverwaltung.